# Единовер
Единове́р — посёлок остановочного пункта в Саткинском районе Челябинской области России. Входит в состав Романовского сельского поселения.

## История
Посёлок возник в 1887 году при открытой тогда же железнодорожной станции. Название станции связано с располагавшимся в 6 верстах от неё Златоустовским Воскресенским единоверческим мужским монастырём. До революции железнодорожная станция Единовер представляла собой особую монастырскую платформу.
В 1935—1999 годах через станцию Единовер осуществлялась доставка грузов для крупнейшего в России Саткинского психоневрологического интерната, расположенного на расстоянии 1 километра от станции.

## Население
| 2002 | 2010 |
| ---- | ---- |
| 120  | ↘114 |

## Уличная сеть
Уличная сеть посёлка состоит из 7 улиц: Дачной, Железнодорожной, Лесной, Лесного переулка, Луговой, Пристанционной, Центральной.